# Lepilemur ahmansonorum
Lepilemur ahmansonorum — вид лемуров из семейства Лепилемуровые. Эндемик Мадагаскара. Относительно мелкий вид, составляет в длину от 47 до 54 см, включая хвост длиной от 23 до 25 см. Обитает в западной части Мадагаскар, живёт в сухих лесах.
При описании этого вида ему был дан эпитет Lepilemur ahmansoni, однако позже, в 2009 году, имя было скорректировано на Lepilemur ahmansonorum.